# (224888) Cochingchu
(224888) Cochingchu est un astéroïde de la ceinture principale.

## Description
(224888) Cochingchu est un astéroïde de la ceinture principale. Il fut découvert le 5 février 2007 à l'Observatoire de Lulin par Ye Quan-Zhi et Hong Qin Lin. Il présente une orbite caractérisée par un demi-grand axe de 2,35 UA, une excentricité de 0,17 et une inclinaison de 2,8° par rapport à l'écliptique.

## Compléments